# فريق الخدمة البريدية للولايات المتحدة للدراجات
فريق الخدمة البريدية للولايات المتحدة للدراجات (بالإنجليزية: U.S. Postal Service Pro Cycling Team)‏ هو فريق دراجات هوائية احترافي تأسس في 1988 وتفكك في 2007.